# Degenau TG
| TG ist das Kürzel für den Kanton Thurgau in der Schweiz. Es wird verwendet, um Verwechslungen mit anderen Einträgen des Namens Degenau zu vermeiden. |

Degenau ist ein Weiler und eine Kapelle in der Gemeinde Zihlschlacht-Sitterdorf im Schweizer Kanton Thurgau. Die Siedlung liegt unterhalb des Schlosses Blidegg an einer Furt der Sitter.

## Geschichte
Politisch gehörte Degenau bis 1736 zur Herrschaft Blidegg, 1736 bis 1798 zum Gericht Zihlschlacht und 1803 bis 1996 zur Ortsgemeinde Sitterdorf. 898 wird der Hof in Tegerunouva als Besitz der St. Galler Kirche St. Mangen bestätigt, ab 1388 ist als deren Filiale die St. Nikolauskapelle in Degenau belegt. Die bei der Restauration 1945 bis 1947 entdeckten Wandmalereien und Gräber deuten auf einen Bau des 12. Jahrhunderts und frühere kirchliche Eigenständigkeit hin.
Im Spätmittelalter waren die Einwohner nach Bernhardzell kirchgenössig. Um 1530 traten sie zur Reformation über und gehörten fortan zum reformierten Sitterdorf. Die Kapelle diente den teils katholischen, teils reformierten Herren von Schloss Blidegg als Hauskapelle und wurde von Bernhardzell bzw. von Sitterdorf aus versorgt. 1833 trat Bernhardzell den Kapellfonds an die katholische Pfarrei in Sitterdorf ab. Vom späten 17. Jahrhundert bis 1901 bestand in der Degenau eine Papiermühle.

## Verkehr

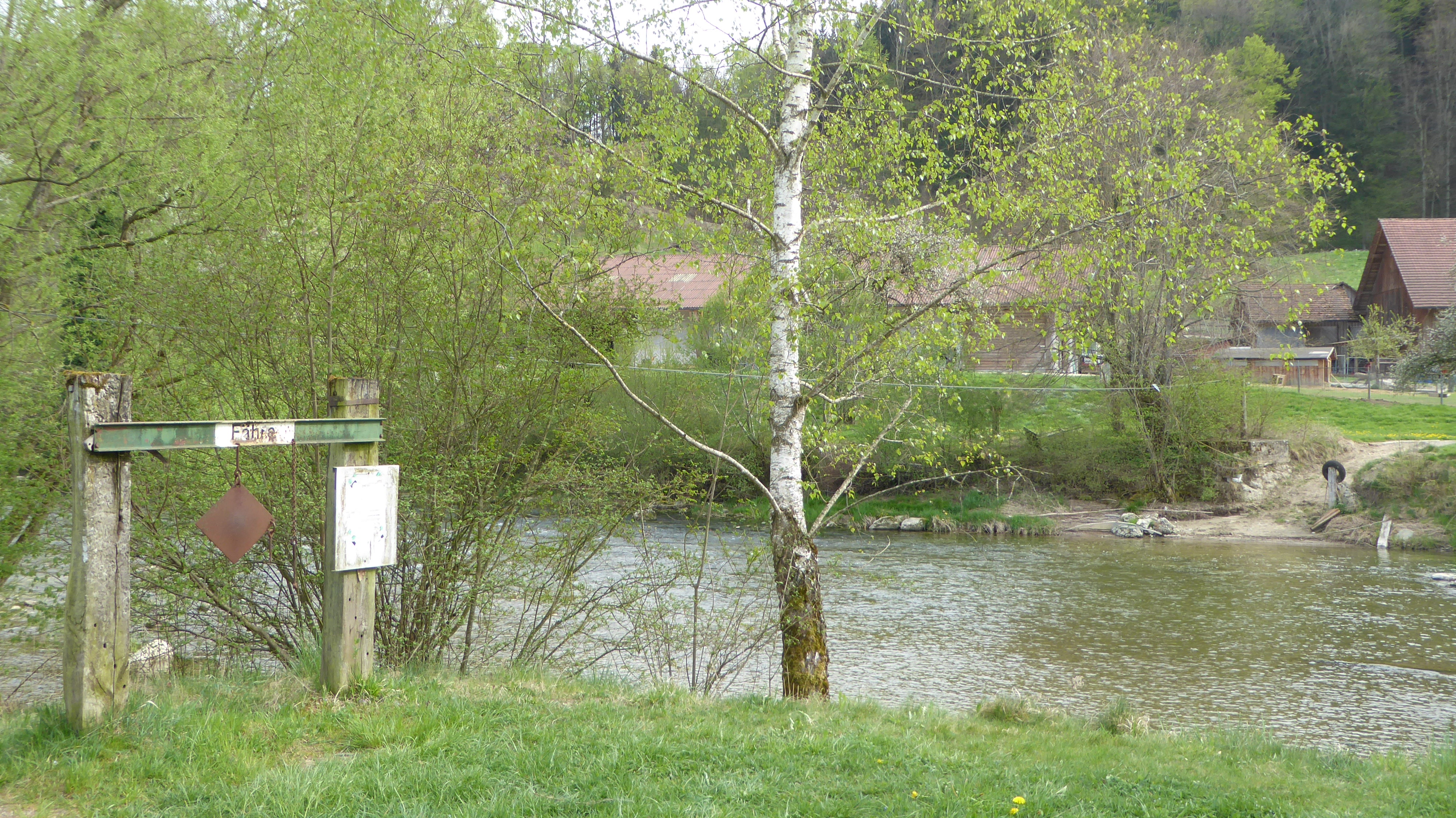
Fähre Gertau

Die von Hand betriebene Fähre über die Sitter verbindet Degenau mit dem Hof Gertau der Nachbargemeinde Hauptwil-Gottshaus. Die Fähre bietet je nach Wasserstand Platz für bis zu 12 Personen.

## Sehenswürdigkeiten
Blidegg-Degenau ist im Inventar der schützenswerten Ortsbilder der Schweiz aufgeführt. Die Kapelle  St. Nikolaus liegt am alten Pilgerweg von Konstanz nach St. Gallen.